# Tongariro River
Der Tongariro River ist ein Fluss in der Region Waikato auf der Nordinsel von Neuseeland.

## Geographie
Der Tongariro River entsteht nördlich des Rangipo Desert und westlich der Kaimanawa Mountains durch den Zusammenfluss des Waipakihi River mit dem Waikato Stream. Rund 20 km westsüdwestlich davon erhebt sich der Mount Ruapehu mit seinen 2797 m als der höchste Berg und mit aktivste Vulkan Neuseelands. Von dem Zusammenfluss aus fließt der Fluss über rund die Hälfte seiner 49 km langen Strecke bevorzugt in eine nördliche bis nordnordöstliche Richtung und dreht dann für den letzten Teil seines Flussverlaufes in nordnordwestliche Richtung, bis er rund 9,75 Flusskilometer nordnordwestlich von Tūrangi in den südlichen Teil des Lake Taupō mündet.
Der New Zealand State Highway 1 begleitet den Fluss an seiner westlichen Seite in einem variablen Abstand zwischen 1,5 km und 3,5 km, bis rund 4 km südlich von Tūrangi beide in einen direkten Sichtkontakt treten und der State Highway den Tongariro River am östlichen Ortsausgang von Tūrangi überquert.
In seinem sich ständig verändernden Flussdelta sind zwei dreiecksförmige Inseln entstanden, Maketu Island und die etwas kleinere Jones Island.